# Alain Carignon
Alain Carignon, né le 23 février 1949 à Vizille (Isère), est un homme politique français.
Membre du RPR, il est élu maire de Grenoble en 1983, faisant tomber un bastion socialiste. Il conserve cette fonction jusqu'en 1995. Lors de ses mandats, il inaugure le synchrotron de Grenoble, le Centre national d'art contemporain (Magasin-CNAC) et le World Trade Center Grenoble. 
Il est ministre délégué à l'Environnement du gouvernement Chirac II puis ministre de la Communication du Gouvernement Édouard Balladur en 1993. À ce poste, il fait passer la « loi Carignon » qui impose un quota de chansons francophones à la radio et entérine la création de La Cinquième. 
En 1994, il démissionne du gouvernement et se place en retrait de la mairie, après sa mise en examen pour corruption et abus de biens sociaux pour le financement de sa campagne aux élections municipales. Jugé coupable, il est condamné à 5 ans de prison (dont 1 an avec sursis), suivis de cinq ans d'inéligibilité. Pendant son incarcération, il est mis en examen pour faux, usage de faux et abus de biens sociaux dans une enquête sur la société Grenoble Isère développement, dont il est resté président pendant le début de son incarcération. À sa sortie de prison, il revient en politique en 2002. En 2004, il est condamné à une amende pour l'affaire Grenoble Isère développement. 
Il retrouve un siège de conseiller municipal d'opposition à Grenoble à partir de 2019 et de conseiller communautaire de Grenoble Alpes Métropole à partir de 2020.

## Carrière

### Débuts en politique
Entré à l’âge de 17 ans dans le mouvement des jeunes gaullistes,, en Mai 68, il est l'un des neuf étudiants à s'opposer ouvertement aux manifestants de l'université de Grenoble. Il est repéré par le préfet et la droite qui lui proposent un poste, mais il n'a pas l'âge requis pour se présenter à des élections.
Il est diplômé de l'Institut d'administration des entreprises (à l'époque École Supérieure des Affaires) de Grenoble, et commence sa carrière en tant qu'attaché de presse de la Chambre de commerce et d'industrie de Grenoble.
En 1976, il entre au Conseil général de l'Isère.
Il travaille au cabinet du médiateur, puis à la commission industrie du Conseil économique et social. Il devient chargé de mission auprès de Jérôme Monod, secrétaire général du RPR.

### Maire de Grenoble
Alain Carignon se fait connaître en emportant en 1983 la mairie de Grenoble, bastion socialiste de longue date, face à Hubert Dubedout. 
Le 22 juin 1983, il organise un référendum municipal sur la création du tramway de Grenoble, après avoir appuyé sa campagne municipale sur l'opposition à ce projet de l'équipe d'Hubert Dubedout. Le projet est accepté par 15 987 voix pour, soit 53,09 % des votes exprimés et un taux de participation de 36,79 %,. La première ligne du tramway à Grenoble (ligne A), portée par Charles Descours, est inaugurée en septembre 1987 devant une foule de 100 000 personnes, devenant le premier tramway au monde entièrement accessible aux handicapés grâce à des planchers bas.
Sur un plan scientifique et au cours de ses mandats, Grenoble est choisi en octobre 1984 aux dépens de Strasbourg pour l'implantation de la source européenne de rayonnement synchrotron, permettant ainsi le désenclavement du polygone scientifique par la construction de deux nouveaux ponts (pont d'Oxford et pont des Martyrs). Alain Carignon inaugure le 23 janvier 1985 le bâtiment 40 du LETI en présence du président François Mitterrand. 
Alain Carignon inaugure en 1985 le nouveau bâtiment de la chambre de commerce et d'industrie de Grenoble dans le quartier Hoche, le centre national d'art contemporain en 1986 sur l'ancien site industriel Bouchayer-Viallet, le parc Pompidou de 5,5 hectares en 1987 dans le quartier de la Capuche, le Summum et la voie sur berge en 1988, l'extension d'Alpexpo en 1989. Il lance surtout en 1990 le quartier d'affaires Europole sur les friches industrielles de l'ancienne brasserie de la Frise en y transférant l'école supérieure de commerce en 1992 et en y créant le World Trade Center Grenoble en 1993, laissant par ailleurs la possibilité d'installer le futur palais de justice. Enfin, en 1994, il transfère le musée de la Résistance et de la Déportation de l'Isère dans la rue Hébert.
Sur un plan urbanistique, Alain Carignon rénove certains quartiers et bâtiments historiques du centre-ville comme la halle Sainte-Claire inaugurée en 1991, les immeubles de la rue Très-Cloîtres ou l'ancien palais des évêques transformé en musée de l'Ancien Évêché, mais qui n'ouvrira ses portes qu'en 1998 à la suite de la découverte inattendue du premier baptistère de la ville.
Il est contraint à la démission en raison de sa mise en examen pour l'affaire Grenoble News en 1994. Son premier adjoint Pierre Gascon le remplace jusqu'à la fin de son mandat l'année suivante.

### Autres postes avant 1994
Il devient député européen en 1984 et président du conseil général de l'Isère le 22 mars 1985 puis ministre de l'environnement sous Jacques Chirac l'année suivante.
Il fait partie des douze jeunes députés « rénovateurs » RPR et UDF (avec notamment François Léotard, Michel Noir, François Bayrou, François Fillon et Philippe Séguin), qui souhaitent évincer à la fois Valéry Giscard d'Estaing et Jacques Chirac.
En 1988, il est député de l'Isère et préside le département. Il conserve par ailleurs ce dernier poste pendant sa détention.

### Carrière ministérielle

#### Ministre délégué à l'Environnement
En 1986, il remporte les législatives dans la circonscription de sa ville et est appelé par Jacques Chirac dans le premier gouvernement de cohabitation, au poste de ministre délégué à l'Environnement. Le 11 mai 1986, peu après la catastrophe de Tchernobyl, il déclare au journal télévisé d'Antenne 2 : « Les taux de radioactivité [en France] les plus élevés sont en dessous des seuils à partir desquels il y a danger, et largement en dessous : 5, 10 ou 100 fois en dessous. », reprenant les éléments communiqués au gouvernement par le service central de protection contre les rayonnements ionisants. Selon un rapport de l'Institut de radioprotection et de sûreté nucléaire en 2016, les taux étaient en réalité seulement 4 fois inférieurs au seuil de précautions fixé par l'Organisation Mondiale de la Santé qui était de 2000 Bq par litre et 20 fois inférieurs au seuil de danger fixé a 10 000 Bq par litre (sauf cas particulier de la Corse).
À la suite de cette catastrophe, il propose, en collaboration avec le ministère de l'Intérieur, une loi au Parlement sur la prévention des risques majeurs. Celle-ci est adoptée à l'unanimité en 1987.

#### Ministre de la Communication
Réélu député en 1988, il démissionne en raison des limites sur le cumul des mandats en France, choisissant de rester maire de Grenoble et président du conseil général de l'Isère plutôt que de siéger à l'Assemblée nationale. Il explique ceci par une volonté de liberté face au blocage politique. Lors du second gouvernement de cohabitation, en 1993, le nouveau premier ministre Édouard Balladur le nomme ministre de la Communication.
Il doit démissionner l'année suivante en raison de l'affaire de financements politiques qui l'emmènera en prison,.
Il fait adopter en décembre 1993 la loi dite « Carignon » qui porte sur la création d'une cinquième chaine de télévision publique, « La Cinquième » (aujourd'hui France 5) ainsi que l'instauration d'un quota obligatoire de 40 % de chansons françaises sur les ondes radiophoniques.

### Condamnations judiciaires

#### Affaire Dauphiné News
Le 9 février 1994, le juge Philippe Courroye ouvre une information contre X pour abus de biens sociaux et recel. L'affaire en question concerne les journaux News et Dauphiné News de Grenoble, journaux de facture luxueuse lancés quelques semaines avant les élections municipales de 1989 et qui soutiennent le conseil municipal sortant. En mars 1989, Alain Carignon est réélu maire de Grenoble et les journaux disparaissent immédiatement, laissant un passif de 10 millions de francs. La Lyonnaise des eaux de Jérôme Monod, qui vient de remporter, via une de ses filiales, la gestion des eaux de Grenoble nouvellement privatisée par la municipalité d'Alain Carignon, entre alors dans le capital de l'entreprise de presse, et bien que celle-ci n'ait plus aucune activité, elle en éponge les dettes.
Le 19 juillet 1994, Alain Carignon annonce sa démission de son poste de ministre de la Communication du gouvernement lorsque sa mise en examen devient inéluctable. Il est condamné le 9 juillet 1996 par un arrêt définitif de la chambre correctionnelle de la Cour d'appel de Lyon à 5 ans de prison dont un an avec sursis, 5 ans d'inéligibilité, et 400 000 francs d'amende pour corruption, abus de biens sociaux, et subornation de témoins.
Il obtient une libération anticipée en mai 1998 et détient alors le record de durée de détention pour un homme politique français.

#### Affaire Grenoble Isère développement
Au début de septembre 1997, alors qu'il est incarcéré à la prison de Villefranche-sur-Saône pour l'affaire Dauphiné News, Alain Carignon est mis en examen pour « faux, usage de faux et abus de biens sociaux » dans une enquête sur la société Grenoble Isère développement (GID). Celle-ci est une société d'économie mixte liée au conseil général de l'Isère, dont il est resté président pendant le début de son incarcération.
Le 13 juillet 1999, il est condamné par le tribunal correctionnel de Grenoble à dix-huit mois d'emprisonnement avec sursis et 80 000 francs d'amende pour « abus de biens sociaux et usage de faux ». Le procureur adjoint avait requis deux ans avec sursis et 100 000 F d'amende. Le sénateur Jean Boyer, poursuivi en qualité de président de GID, est lui condamné à quinze mois d'emprisonnement avec sursis et 50 000 francs d'amende.
En 2004, la chambre régionale des comptes condamne Alain Carignon et Xavier Péneau à rembourser au conseil général de l'Isère la somme de 253 126,36 euros, et à payer en outre 51 000 euros d'intérêts, ainsi que 25 000 euros d'amende pour Alain Carignon, 15 000 pour Xavier Péneau. Le 29 janvier 2009, la Cour des comptes confirme la décision. En février 2011, le ministère du Budget rejette la demande de remise gracieuse déposée par Alain Carignon.

### Retour en politique
En 1998, à sa sortie de prison, Carignon adhère au Rassemblement pour la République.

#### Activités sans mandat électoral
Alain Carignon revient en politique en 2002, après 29 mois de détention, un record pour un homme politique en France, suivis de 5 ans d'inéligibilité. Malgré l'opposition d'Alain Juppé, alors chargé de la création de l'UMP, le soutien de Nicolas Sarkozy lui permet d'intégrer le nouveau parti de droite. Il prend la tête de la fédération UMP de l'Isère en 2003,, les conditions de son élection étant néanmoins fortement contestées. Il est soutenu par son ami Nicolas Sarkozy.
En novembre 2006, Alain Carignon est désigné à 80 %, par les militants UMP de la 1re circonscription de l'Isère, candidat pour les élections législatives de 2007. Contestée, cette désignation est néanmoins validée par la Commission nationale de l'UMP, aux dépens du député sortant Richard Cazenave qui choisit de se présenter comme indépendant. La campagne d'Alain Carignon est marquée par la tenue de nombreuses réunions publiques, en présence de plusieurs personnalités politiques (Renaud Donnedieu de Vabres, Valérie Pécresse, Pierre Méhaignerie, etc.) et par une opposition farouche à son retour en politique, y compris au sein de l'UMP.
Le 10 juin 2007, Alain Carignon arrive en deuxième position du premier tour des élections législatives, avec 21,45 % des bulletins exprimés, devant Richard Cazenave (19,62 %) qui perd ainsi son siège de député, mais largement derrière Geneviève Fioraso, la candidate du Parti socialiste (32,02 %). Sans grande surprise, Alain Carignon est battu au deuxième tour par son opposante socialiste, qui obtient 63,03 % des suffrages dans une circonscription pourtant plutôt favorable aux partis de droite.
Cet échec l'incite à renoncer à se présenter aux élections municipales à Grenoble,.
Le 10 janvier 2009, le chef de file de ses opposants, Michel Savin, est élu président de l'UMP Isère. Celui-ci démissionne cependant dix neuf mois plus tard de la présidence en dénonçant le manque de transparence dans le fichier des adhérents locaux. Alain Carignon conseille depuis Brice Hortefeux et Nicolas Sarkozy à titre officieux,.
Bien qu'il vive au Maroc, il intervient régulièrement dans la politique iséroise.
En 2013 il participe aux débats des primaires ouvertes organisées par l'UMP pour désigner le candidat à la mairie de Grenoble. Ce scrutin n'a finalement pas lieu, le parti, embarrassé par ses divisions, choisissant de reprocher au maire PS Michel Destot de ne pas faciliter son organisation. La commission d'investiture de l'UMP choisit alors son opposant Matthieu Chamussy comme tête de liste, Alain Carignon figurant à la troisième place. Il obtient en compensation la promesse d'être la tête de liste UMP lors des futures élections régionales de 2015 en Isère.
Matthieu Chamussy refuse cependant de prendre Alain Carignon en troisième de liste, et le 15 octobre la tête de liste lui est retirée par les instances du parti. Un nouveau candidat doit être désigné à une date ultérieure. Finalement, le 27 novembre, la commission d'investiture de l'UMP renomme Matthieu Chamussy en tête de liste et place l'ancien maire en 9e place. Cette position est théoriquement éligible même si la droite ne remporte pas les élections municipales dans la ville. La défaite de la liste UMP le 30 mars 2014 sera cependant suffisamment lourde pour qu'Alain Carignon ne soit pas élu conseiller municipal. La liste UMP n'arrive en effet qu'en troisième position avec un score de 23,99 % - soit 7 élus - derrière celles d'Éric Piolle (EELV-PG) et de Jérôme Safar (PS), et ce malgré une tendance nationale très favorable à la droite.

#### Conseiller municipal et candidat à la mairie de Grenoble
Bien qu'il n'ait pas été élu au conseil municipal, Alain Carignon reste actif dans la politique locale. En mars 2016, il prend la tête d'un comité de ville des Républicains 38, constitué par la réunion des représentants grenoblois des deux comités des première et troisième circonscription de l'Isère du parti. Ce groupe a vocation a promouvoir une action « plus active » contre la politique du maire écologiste Éric Piolle que celle des élus de la droite au conseil municipal, jugés « trop mous » et préparer la candidature de Carignon aux prochaines élections municipales. Le 8 décembre 2016, Alain Carignon et « Les Républicains Grenoble » invitent Éric Zemmour à une conférence au Prisme, dans la commune de Seyssins.
Le 16 septembre 2019, Carignon annonce officiellement sa candidature à la mairie de Grenoble. Il explique avoir peu de chances en raison de son passé judiciaire, des bons résultats de Piolle et de ses plus de 70 ans, un constat partagé par Émilie Chalas et Éric Piolle. Il rédige un petit pamphlet répondant aux principales oppositions soulevées contre lui, dont son incarcération et la maison à Marrakech où vit sa femme. Son programme inclut le déménagement de l'hôtel de ville dans une HLM du sud de la ville, l'organisation des Jeux olympiques d'été, la vente du patrimoine immobilier de la ville et l'organisation d'une exposition universelle sur l'intelligence artificielle.
En novembre 2019, à la suite des démissions de deux conseillères municipales, il redevient membre du conseil municipal de Grenoble. L'année suivante, au premier tour de l'élection municipale, la liste « la société civile » qu'il conduit avec le soutien du parti LR obtient 19,8 % des suffrages exprimés, 27 points derrière la liste « Grenoble en commun » conduite par Éric Piolle. Au second tour de l'élection municipale, sa liste obtient 23,4 % des suffrages exprimés, près de trente points derrière la liste conduite par Éric Piolle.
Alain Carignon et 5 de ses colistiers sont élus au conseil municipal (les 4 premiers étant en outre élus au conseil métropolitain de Grenoble Alpes Métropole). Plusieurs d'entre eux sont poussés à démissionner du conseil municipal dès leur élection pour permettre à des cadres plus expérimentés issus du parti LR de siéger, les démissionnaires déplorant que « tous les citoyens n’ont toujours pas les mêmes chances d’être élus pour des histoires d’appareils » et qu'« il ne reste pas grande chose de la Société civile que mettait en avant la liste d’Alain Carignon ». Il affirme déposer en un débat plus d'amendements aux décisions de la majorité que l'ensemble de l'opposition en six ans. En octobre 2020, Anne Roche, conseillère municipale et métropolitaine, quitte les groupes fondés par Alain Carignon dans les conseils municipal et métropolitain.
En octobre 2023, il est chargé d'une mission sur l'avenir de l'industrie de l'audiovisuel au sein de Les Républicains par Éric Ciotti,.

## Détail des mandats
- 1983 – 1995 : maire de Grenoble
- 1986, 1988, 1993 : député de l'Isère, puis de la 1re circonscription de l'Isère
- 1985 – 1997 : président du conseil général de l'Isère
- 1984 – 1986 : député européen
- 20 mars 1986 – 12 mai 1988 : ministre délégué auprès du ministre de l'Équipement, du Logement, de l'Aménagement du territoire et des Transports, chargé de l'Environnement du gouvernement Chirac II
- 30 mars 1993 – 19 juillet 1994 : ministre de la Communication du gouvernement Édouard Balladur
- depuis novembre 2019 : conseiller municipal de Grenoble
- depuis juin 2020 : conseiller métropolitain de Grenoble Alpes Métropole

## Ouvrages
- 2011, Demain nous appartient, Éditions Numeris, 2006
- Une saison dans la nuit, Grasset, 1995

## Tribunes
- « Démocratie sans exclusion »[45]
- « Les habits neufs d'une élection manquée »[46]
- « Démocratie. Le Pen Président ? »[47]
- « Le temps d'agir »[48]